# Erkan Zengin
Erkan Zengin (Kulu, 5 d'agost de 1985) és un futbolista turc nacionalitzat suec que juga en la demarcació d'extrem pel Trabzonspor de la Superlliga de Turquia.

## Internacional
Va començar jugant amb la selecció sub-18 i sub-19 de Turquia, però ràpidament es va nacionalitzar suec i va passar a formar part de la selecció sub-21 de Suècia. Finalment, el 26 de març de 2013 va debutar amb la selecció absoluta en un partit amistós contra Eslovàquia que va finalitzar amb empat a zero.

### Gols internacionals
| # | Data                  | Estadi                              | Oponent       | Gol | Resultat | Competició                        |
| - | --------------------- | ----------------------------------- | ------------- | --- | -------- | --------------------------------- |
| 1 | 8 de setembre de 2014 | Estadi Ernst Happel, Viena, Àustria | Àustria       | 1-1 | 1–1      | Classificació per l'Eurocopa 2016 |
| 2 | 12 d'octubre de 2014  | Friends Arena, Solna, Suècia        | Liechtenstein | 1–0 | 2–0      | Classificació per l'Eurocopa 2016 |
| 3 | 12 d'octubre de 2015  | Friends Arena, Solna, Suècia        | Moldàvia      | 2–0 | 2–0      | Classificació per l'Eurocopa 2016 |

## Clubs
Actualitzat a 1 de desembre de 2015.
| Club          | Temporada | Lliga   | Lliga | Copa    | Copa | Altra   | Altra | Europa  | Europa | Total   | Total |
| Club          | Temporada | Partits | Gols  | Partits | Gols | Partits | Gols  | Partits | Gols   | Partits | Gols  |
| ------------- | --------- | ------- | ----- | ------- | ---- | ------- | ----- | ------- | ------ | ------- | ----- |
| Hammarby      | 2004      | 1       | 0     | 0       | 0    | 0       | 0     | 0       | 0      | 0       | 0     |
| Hammarby      | 2005      | 22      | 2     | 0       | 0    | 0       | 0     | 0       | 0      | 0       | 0     |
| Hammarby      | 2006      | 20      | 1     | 0       | 0    | 0       | 0     | 0       | 0      | 0       | 0     |
| Hammarby      | 2007      | 24      | 3     | 0       | 0    | 0       | 0     | 0       | 0      | 0       | 0     |
| Hammarby      | 2008      | 25      | 2     | 0       | 0    | 0       | 0     | 0       | 0      | 0       | 0     |
| Hammarby      | Total     | 92      | 8     | 0       | 0    | 0       | 0     | 0       | 0      | 92      | 8     |
| Beşiktaş JK   | 2008–09   | 2       | 0     | 2       | 0    | 0       | 0     | 0       | 0      | 4       | 0     |
| Beşiktaş JK   | 2009–10   | 0       | 0     | 0       | 0    | 0       | 0     | 0       | 0      | 0       | 0     |
| Beşiktaş JK   | Total     | 2       | 0     | 2       | 0    | 0       | 0     | 0       | 0      | 4       | 0     |
| Eskişehirspor | 2009–10   | 12      | 2     | 2       | 0    | 0       | 0     | 0       | 0      | 14      | 2     |
| Eskişehirspor | 2010–11   | 31      | 1     | 0       | 0    | 0       | 0     | 0       | 0      | 31      | 1     |
| Eskişehirspor | 2011–12   | 27      | 3     | 4       | 2    | 0       | 0     | 0       | 0      | 31      | 5     |
| Eskişehirspor | 2012–13   | 30      | 4     | 10      | 9    | 0       | 0     | 4       | 0      | 44      | 13    |
| Eskişehirspor | 2013–14   | 30      | 5     | 10      | 0    | 0       | 0     | 0       | 0      | 45      | 5     |
| Eskişehirspor | 2014–15   | 15      | 3     | 1       | 1    | 0       | 0     | 0       | 0      | 16      | 4     |
| Eskişehirspor | Total     | 145     | 18    | 27      | 12   | 0       | 0     | 4       | 0      | 176     | 30    |
| Trabzonspor   | 2014–15   | 15      | 0     | 3       | 1    | 0       | 0     | 2       | 0      | 20      | 1     |
| Trabzonspor   | 2015–16   | 12      | 2     | 0       | 0    | 0       | 0     | 4       | 0      | 16      | 2     |
| Trabzonspor   | Total     | 27      | 2     | 3       | 1    | 0       | 0     | 6       | 0      | 36      | 3     |
| Total         | Total     | 266     | 28    | 32      | 13   | 0       | 0     | 10      | 0      | 308     | 41    |

## Palmarès

### Campionats nacionals
| Títol                | Club        | País    | Any  |
| -------------------- | ----------- | ------- | ---- |
| Superliga de Turquia | Beşiktaş JK | Turquia | 2009 |
| Copa de Turquia      | Beşiktaş JK | Turquia | 2009 |